# Katholieke Kerk in Jamaica

Jamaica

De Katholieke Kerk in Jamaica is een onderdeel van de wereldwijde Katholieke Kerk, onder het geestelijk leiderschap van de paus en de curie in Rome.
In 2005 waren er in Jamaica ongeveer 114.000 (4.3%) katholieken. Het land bestaat uit drie bisdommen, waaronder een aartsbisdom, die deel uitmaken van de kerkprovincie Kingston in Jamaica. De kerkprovincie omvat ook twee bisdommen buiten Jamaica, namelijk het bisdom Belize City–Belmopan in Belize, en de missio sui juris Kaaimaneilanden. Aartsbisschop van Kingston in Jamaica is Charles Henry Dufour. Men is lid van de bisschoppenconferentie van de Antillen, president van de bisschoppenconferentie is Patrick Christopher Pinder, aartsbisschop van Nassau (Bahama's). Verder is men lid van de Consejo Episcopal Latinoamericano.
Apostolisch nuntius voor Jamaica is aartsbisschop Santiago De Wit Guzmán, die tevens apostolisch nuntius is voor Antigua en Barbuda, de Bahama's, Barbados, Belize, Dominica, Grenada, Guyana, Saint Kitts en Nevis, Saint Lucia, Saint Vincent en de Grenadines, Suriname en Trinidad en Tobago, en apostolisch gedelegeerde voor de Antillen.

## Indeling
- Aartsbisdom Kingston in Jamaica
  - Belize City-Belmopan (Belize)
  - Mandeville
  - Montego Bay
  - Missio sui juris Kaaimaneilanden (Kaaimaneilanden)

### Locatie bisdommen

Bisdommen op Jamaica
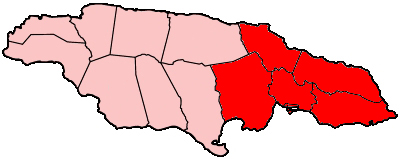
Aartsbisdom Kingston in Jamaica
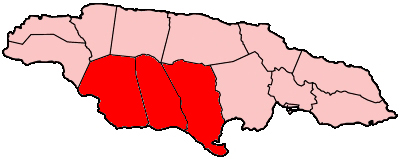
Bisdom Mandeville
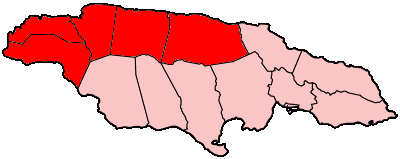
Bisdom Montego Bay

## Nuntius
- Apostolisch pro-nuntius 
  - Aartsbisschop Paul Fouad Tabet (9 februari 1980 - 11 februari 1984)
  - Aartsbisschop Manuel Monteiro de Castro (16 februari 1985 - 21 augustus 1990, later kardinaal)
  - Aartsbisschop Eugenio Sbarbaro (7 februari 1991 - 26 april 2000)
- Apostolisch nuntius 
  - Aartsbisschop Emil Paul Tscherrig (8 juli 2000 - 22 mei 2004)
  - Aartsbisschop Thomas Edward Gullickson (15 december 2004 - 21 mei 2011)
  - Aartsbisschop Nicola Girasoli (29 oktober 2011 - 16 juni 2017)
  - Aartsbisschop Fortunatus Nwachukwu (4 november 2017 - 17 december 2021)
  - Aartsbisschop Santiago De Wit Guzmán (12 november 2022 - heden)